# 1969 у Тернопільській області
| Роки в Тернопільській області 1920 • 1921 • 1922 • 1923 • 1924 • 1925 • 1926 • 1927 • 1928 • 1929 • 1930 • 1931 • 1932 • 1933 • 1934 • 1935 • 1936 • 1937 • 1938 • 1939 • 1940 • 1941 • 1942 • 1943 • 1944 • 1945 • 1946 • 1947 • 1948 • 1949 • 1950 • 1951 • 1952 • 1953 • 1954 • 1955 • 1956 • 1957 • 1958 • 1959 • 1960 • 1961 • 1962 • 1963 • 1964 • 1965 • 1966 • 1967 • 1968 • 1969 • 1970 • 1971 • 1972 • 1973 • 1974 • 1975 • 1976 • 1977 • 1978 • 1979 • 1980 • 1981 • 1982 • 1983 • 1984 • 1985 • 1986 • 1987 • 1988 • 1989 • 1990 • 1991 • 1992 • 1993 • 1994 • 1995 • 1996 • 1997 • 1998 • 1999 • → Див. також: XIX століття • XXI століття |

## Події
- лютий — фестиваль болгарської драматургій на Тернопільщині[1]
- червень—липень — Струсівська заслужена капела бандуристів «Кобзар» 18 днів гастролювала в Москві[1]
- 26 жовтня — у Бережанах з виборцями зустрічався депутат Верховної Ради СРСР Олександр Покришкін[1]

## З'явилися
- встановлено пам'ятники:
  - воїнам-землякам, які загинули в роки Другої світової війни у Шманьківцях Чортківського району
  - Богданові Хмельницькому в Зборові
  - Тарасові Шевченку в Настасові
  - Етнографічно-меморіальний музей Володимира Гнатюка
- об'єкти природно-заповідного фонду:
  - «Вигодський дуб»
  - «Гора Любовня»
  - «Гравітаційні складки»
  - «Дуб «Король»»
  - «Дуб Довбуша»
  - «Касперівські скелі»
  - «Королівське джерело»
  - «Кривченська степова ділянка»
  - «Монастириські ясени»
  - «Ниврянське джерело»
  - «Нирківські горіхи чорні»
  - «Пилатківське джерело»
  - «Скалатська степова ділянка»
  - «Сосна австрійська»
  - «Устецький розріз нижнього девону»